# Троллингер
Троллингер (нем. Trollinger), или Скьява (итал. Schiava) — сорт чёрного винограда, из которого в Тироле (к югу от итало-австрийской границы) и в долине Неккара вырабатываются красные вина. Также известен под названиями Вернач (Vernatsch), Франкенталь, Синий троллингер и многими иными. В англоязычных странах под названием «гамбургского винограда» (англ. Black Hamburg) употребляется в свежем виде. Одним из его потомков является дорнфельдер.

## Распространение как винного сорта
Название сорта троллингер происходит, по всей видимости, от видоизменённого тиролингер (Tirolinger), так как прародиной этого сорта винограда является Южный Тироль (в 1918 году включённый в состав Италии). На севере Италии культивируется в провинциях Больцано, Бергамо, Тренто, Верона и Брешиа.
Троллингер — основной винный сорт винограда в Вюртембергском винодельческом регионе Германии. В меньшем количестве высаживается в баденском районе Крайхгау, в небольшом количестве — в Пфальце и Рейнгессене. Начиная с 2001 года в вюртембергском городе Хайльбронн проводится ежегодный фестиваль под названием Троллингер-марафон. 
В Германии в 2007 году площадь, на которой возделывался троллингер, составляла 2504 гектара (2,5 % от общей площади виноградарства в Германии). В Италии в 1990-х годах троллингер выращивался на 3415 гектарах. Сортовые вина имеют рубиново-красный цвет, не предполагают длительного хранения и обычно употребляются молодыми. 
В связи с широким распространением по всему миру троллингер носит также следующие названия: Admiral, Aegypter, Ägyptische, Ägyptischer, Александрийский чёрный, Baccaria, Bacheracher, Bammerer, Barth der Alten, Bilsenroth, Black Gibraltar, Black Hambourg, Black Hamburg, Black Hamburgh, Black Prince, Black Tripoli, Blauer Trollinger, Blauwälsche, Bocksauge, Bocksaugen, Bocksbeutel, Bockshoden, Bockstraube, Braddick’s Seedling, Bruxelloise, Chasselas bleu de Windsor, Chasselas de Jérusalem, Chasselas de Windsor, Dachtraube, Dachtrauben, Dutch Hamburgh, Edel Vernatsch, Edelvernatsch, Fleischtraube, Frankentaler, Frankenthal, Frankenthal noir, Frankenthaler, Garston Black Hamburgh, Gelbhölzer schwarzblauer Trollinger, Gelbholziger Trollinger, Gros bleu, Gros noir, Gros plant grand noir, Groß Italiener, Groß Vernatsch, Grosse race, Großer Burgunder, Großroth, Großschwarzer, Großvernatsch, Hammelshoden, Hammelsschelle, Hammelssohlen, Hampton Court Vine, Hudler, Huttler, Imperator, Khei-Khan, Knevet’s Black Hamburgh, Kölner Blau, Kreuzertraube, Lambert, Lamper, Languedoc, Lombard, Lugiana near, Maltheser Roth, Malvasier, Malvoisier, Maroquin d’Espagne, Meraner Kurtraube, Ministra, Modri Tirolan, Mohrendutte, Mohrentutte, Morrokin Barbaron, Nougaret grosse race, Pfundtraube, Plant de Paris, Pommerer, Pope Hamburgh, Prince Albert, Purple Hamburgh, Queen Victoria, Raisin bleu, Raisin bleu de Frankental, Raisin de Languedoc, Red Hamburgh, Rheinwein blau, Richmond Villa Hamburgh, Rothelbner, Salisbury violette, Schiavone, Schiavone di Merano nero, Schliege, Schwarzblauer, Schwarzblauer Trollinger, Schwarzer, Schwarzer Wälscher, Schwarzwälscher, Spanisch Blau, Straihntraube, Südtiroler Kurtrauben, Teplichnyi chernyi, Tirolan crni, Tirolinger, Trolinger, Troller, Trollinger blau, Trollinger gelbholzig, Trollinger weissholzig, Trollingi kék, Tschaggele, Uva Cenerente (irrtümlich), Uva meranese, Uva near d’Amburgo, Valentines, Vernatsch, Victoria, Victoria Hamburgh, Wälscher, Warner’s Hamburgh, Weissholziger Trollinger, Welke Burgundske, Welko modre, Zottelwälscher, Zottler.

## В качестве десертного винограда
В XVIII веке троллингер был через порт Гамбурга завезён в Англию, где выращивался в теплицах как столовый виноградный сорт под названием «чёрного гамбургского винограда». В 1768 году придворный садовник Ланселот Браун высадил куст этого винограда на берегу Темзы в новой оранжерее королевского поместья Хэмптон-корт. Теперь основание этого куста имеет 4 метра в обхвате, а сам куст за 250 лет настолько разросся, что считается самым большим кустом винограда в мире.
В середине XIX века путём скрещивания гамбургского винограда с александрийским мускатом был получен мускат гамбургский (англ. Black Muscat), которому требуется значительно больше времени для созревания. Из него иногда вырабатывают вино, обладающее характерным мускатным ароматом.

## Описание
Ягоды троллингера, как правило, круглой либо овальной формы, средней величины и иссиня-чёрного цвета. Период созревания — около 20 дней. Листья средней величины, довольно толстые, с тесно посащенными зубцами. Поверхность листьев — пузырчато-шероховатая. Этот сорт винограда отличается большой урожайностью, что порой сказывается на качестве ягод. С целью его повышения иногда проводится «прореживание» — редуцирование количества ягод лозы до наступления фазы созревания. Троллингер не является морозостойким сортом винограда.